# Georg Friedrich Sartorius
Georg Friedrich Sartorius (Kassel, 1765. augusztus 25. – Göttingen, 1828. augusztus 24.) báró, német történetíró.

## Élete
Teológiát hallgatott, később azonban történelmi tanulmányokba kezdett. 1792-ben a Göttingai Egyetem könyvtárának őre lett. Két évvel később már mint magántanárt alkalmazták, 1797-ben mint a bölcsészet, 1814-től pedig mint a politika rendes tanára működött ugyanott. A weimari herceg kívánságára 1814-ben Bécsbe ment a kongresszusra. 1815-17-ben tagja volt a hannoveri rendi gyülekezetnek. A bajor király egy bajorországi nemesi birtoka után Sartoriust Waltershausen bárójává nevezte ki.

## Nevezetesebb művei
- Geschichte des hanseatischen Bundes (3 kötet, Göttingen, 1802–1808)
- Versuch über die Geschichte der Ostgothen während ihrer Herrschaft in Italien (uo., 1811)
- Urkundliche Geschichte des Ursprungs der deutschen Hansa (2 kötet, Hamburg, 1830)
- Von den Elementen des Nationalreichthums nach Adam Smith (Göttingen, 1806)